# Club de Remo Peñacastillo
El Club de Remo Peñacastillo fue un club dedicado a la práctica del remo en Santander (Cantabria).

## Historia
El CR Peñacastillo se fundó en 1921 (como Sociedad Recreativa Náutica de Peñacastillo), y fue el principal competidor del club dominante en Cantabria tras la Guerra Civil, Pedreña. En los años 40 fueron frecuentes los duelos entre ambas traineras. El club cesó su actividad a finales de los años 70.
Los colores característicos del club santanderino fueron el blanco y el rojo (los colores de la bandera marítima de la entonces Provincia de Santander), y con la trainera Cabildo de Santander patroneada por Santamaría participó en las principales competiciones de remo del Cantábrico: el Campeonato de España, Bandera de La Concha, Bandera de Santander, Regata de Bilbao, Regata de La Coruña, Campeonato del Cantábrico, Gran Premio del Nervión...
Su patrón más recordado fue Manuel Santamaría Fernández, que debutó en 1931 al cederle el puesto su propio padre, Eusebio Santamaría. Manuel Santamaría patronearía la trainera de Peñacastillo en varios de sus mayores triunfos en lucha con Pedreña y Orio.
Compitió por última vez en 1978 cuando disputó 11 regatas. La última de ellas el 23 de septiembre de ese año en la Bandera de Santoña.

## Palmarés
Competiciones nacionales
- 2.º en el Campeonato de España (1): 1949.[5]

Competiciones regionales
- 2.º en el Campeonato de Cantabria (8): 1944 a 1950, 1966.

Banderas
- Banderas de Santander (3): 1926, 1927 y 1932.[6]
- Regata de La Coruña (1): 1949.
- 2º en la Regata de Bilbao (1): 1945.
- 3º en el Campeonato del Cantábrico (1): 1945.
- 3º en la Bandera de La Concha (1): 1949.
- 2º en la Regata de Bilbao (1): 1949.